# 스틱스 (밴드)
스틱스(Styx)는 1972년에 결성되어 1970년대 후반과 1980년대 초에 발매된 음반으로 유명해진 시카고 출신의 미국의 록 밴드다. 어쿠스틱 기타와 균형을 이룬 하드 록 기타, 어쿠스틱 피아노가 섞인 신시사이저, 파워 발라드가 들어간 업비트 트랙, 국제 음악극장 요소를 접목한 것으로 가장 잘 알려져 있다. 이 밴드는 1970년대에 프로그레시브 록 사운드로 자리를 잡았고, 1980년대에 팝 록과 소프트 록 요소를 통합하기 시작했다.

## 음반 목록
스튜디오 음반
- Styx (1972)
- Styx II (1973)
- The Serpent Is Rising (1973)
- Man of Miracles (1974)
- Equinox (1975)
- Crystal Ball (1976)
- The Grand Illusion (1977)
- Pieces of Eight (1978)
- Cornerstone (1979)
- Paradise Theatre (1981)
- Kilroy Was Here (1983)
- Edge of the Century (1990)
- Brave New World (1999)
- Cyclorama (2003)
- Big Bang Theory (2005)
- The Mission (2017)

## 같이 보기
- 가장 많은 음반을 판 음악가 목록